# Святая Екатерина Александрийская (картина Караваджо)
Святая Екатерина Александрийская (англ. Saint Catherine of Alexandria) —  картина итальянского мастера барокко Микеланджело Меризи да Караваджо, написанная около 1598 года. Хранится в коллекции мадридского музея Тиссена-Борнемисы .

## История
Картина была частью коллекции кардинала Франческо Марии дель Монте, где она упоминается в каталоге от 1627 года .
По словам Алессандро Зуккари, картина была написана по просьбе кардинала, когда Караваджо жил у него в Палаццо Мадама .
В качестве модели Караваджо выбрал Филлиде Меландрони, хорошо известную римскую проститутку, в которую он влюбился и которая доставила ему много проблем. Филлиде служила моделью и на других картинах - Марфа и Мария Магдалина, Юдифь и Олоферн, и на единственном портрете, написанном Караваджо, сожженном в Берлине во время Второй мировой войны .

## История Святой Екатерины
Святая Екатерина Александрийская была популярной фигурой в католической иконографии . Предполагается, что ее качествами являются красота, бесстрашие, девственность и ум. Она имела благородное происхождение и посвятила себя христианству после видения . В 18 лет она столкнулась с римским императором Максимином (предположительно, отождествляется с Галерием Максимином), умело проведя философский диспут с языческими философами приглашенными императором, она преуспела в обращении многих из них в христианство. Заключенная в тюрьму императором, она обратила в христианство  императрицу и главнокомандующего его армий. Максимин казнил новообращенных (включая императрицу) и приказал казнить Екатерину на колесе с шипами . По сообщениям, колесо разбилось в тот момент, когда Екатерина коснулась его. Затем Максимин обезглавил ее.
Она стала святой покровительницей библиотек и библиотекарей, а также учителей, архивистов и всех, кто связан с мудростью и обучением, а также всех тех, чьи средства к существованию зависят от колес. Годом ее мученической кончины традиционно считается 305 год (год крупного гонения на христиан при Галерии), а 25 ноября почитается в католицизме как день ее памяти.
В 1969 году Церковь исключила ее из календаря святых, убежденная подавляющим мнением историков, что Екатерины, вероятно, никогда не существовало. К 2002 году, когда большинство историков не изменили своего мнения, Церковь изменилась, и она была восстановлена.